# Erik Löfgren (ingenjör)
Erik Olof Löfgren, född 23 februari 1897 i Lilla Malma församling, Södermanlands län, död 7 augusti 1986 i Gustav Vasa församling, Stockholm, var en svensk ingenjör och professor i radioteknik. Han var far till ingenjör Lars Löfgren.
Löfgren blev civilingenjör vid Kungliga Tekniska högskolan (KTH) 1920. Han arbetade vid Patent- och registreringsverket 1921–1923 och vid L M Ericsson 1923–1934. Han var tillförordnad professor vid KTH 1934–1939 och professor i radioteknik 1939 till 1963.
Erik Löfgren är i dag mest känd för sin avhandling om tonarmsgeometri för skivspelare 1938. Han är begravd på Norra begravningsplatsen utanför Stockholm.